# Filipa Cavalleri
Filipa Lopes Celestino Soares Cavalleri (Lisboa, 6 de diciembre de 1973) es una deportista portuguesa que compitió en judo. Ganó una medalla de bronce en el Campeonato Mundial de Judo de 1995, en la categoría de –56 kg.

## Palmarés internacional
| Campeonato Mundial | Campeonato Mundial | Campeonato Mundial | Campeonato Mundial |
| Año                | Lugar              | Medalla            | Categoría          |
| ------------------ | ------------------ | ------------------ | ------------------ |
| 1995               | Chiba (Japón)      | Medalla de bronce  | –56 kg             |